# Église Saint-Thiébaud de Sainte-Anne
L’église Saint-Thiébaud de Sainte-Anne est une église située à Sainte-Anne dans le département français du Doubs.

## Localisation
L'église est située sur la route de Sainte Anne à Crouzet-Migette sur la départementale 229, sur le territoire communal de Sainte Anne.

## Histoire
L'église a été construite à la fin du XVIIIe siècle, déplacée, de même que le village après la destruction par les Français du bourg castral et du village. Dès 1781, l'église subit une restauration et une sacristie y est adjointe.
L'église Saint-Thiébaud et le mur de clôture du cimetière adjacent font l’objet d’une inscription au titre des monuments historiques depuis le 2 août 2006.
Fermée depuis 1970 en raison de son délabrement, l'église vient à nouveau d'être restaurée et rouverte au public le 18 mai 2019. C'est grâce à l'action de la mairie soutenue par deux associations d'habitants et l'aide de la DRAC que les fonds pour les travaux ont pu être obtenus.

## Rattachement
L'église fait partie de la paroisse de Levier qui est rattachée au diocèse de Besançon.

## Architecture
L'église est entourée d'un cimetière, le tout ceint d'un muret. Comme beaucoup d’églises franc-comtoises, l'église possède un clocher-porche ainsi qu'un dôme galbé à l'impériale. D'inspiration architecturale de la Contre-Réforme, la nef comporte trois travées et le chœur est voûté d'arêtes sur doubleaux, et éclairés par les baies en plein cintre.

## Mobilier
L'église possède un ensemble de chœur (ie un maître-autel, des gradins, un tabernacle, une exposition, un retable, et un tableau) du XVIIIe siècle, en bois sculpté et peint, classé à titre objet des monuments historiques depuis le 20 novembre 1979.

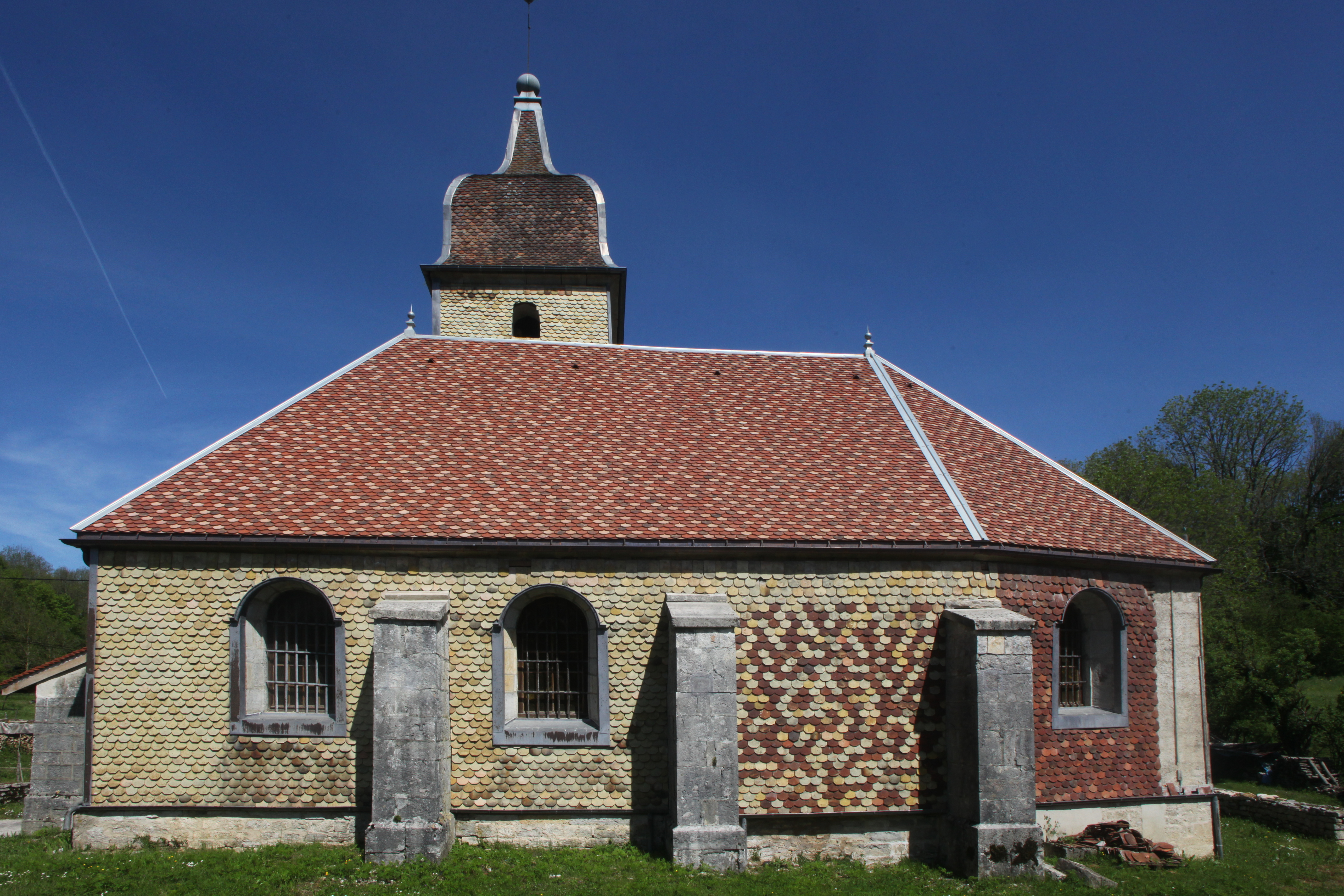
Vue latérale.
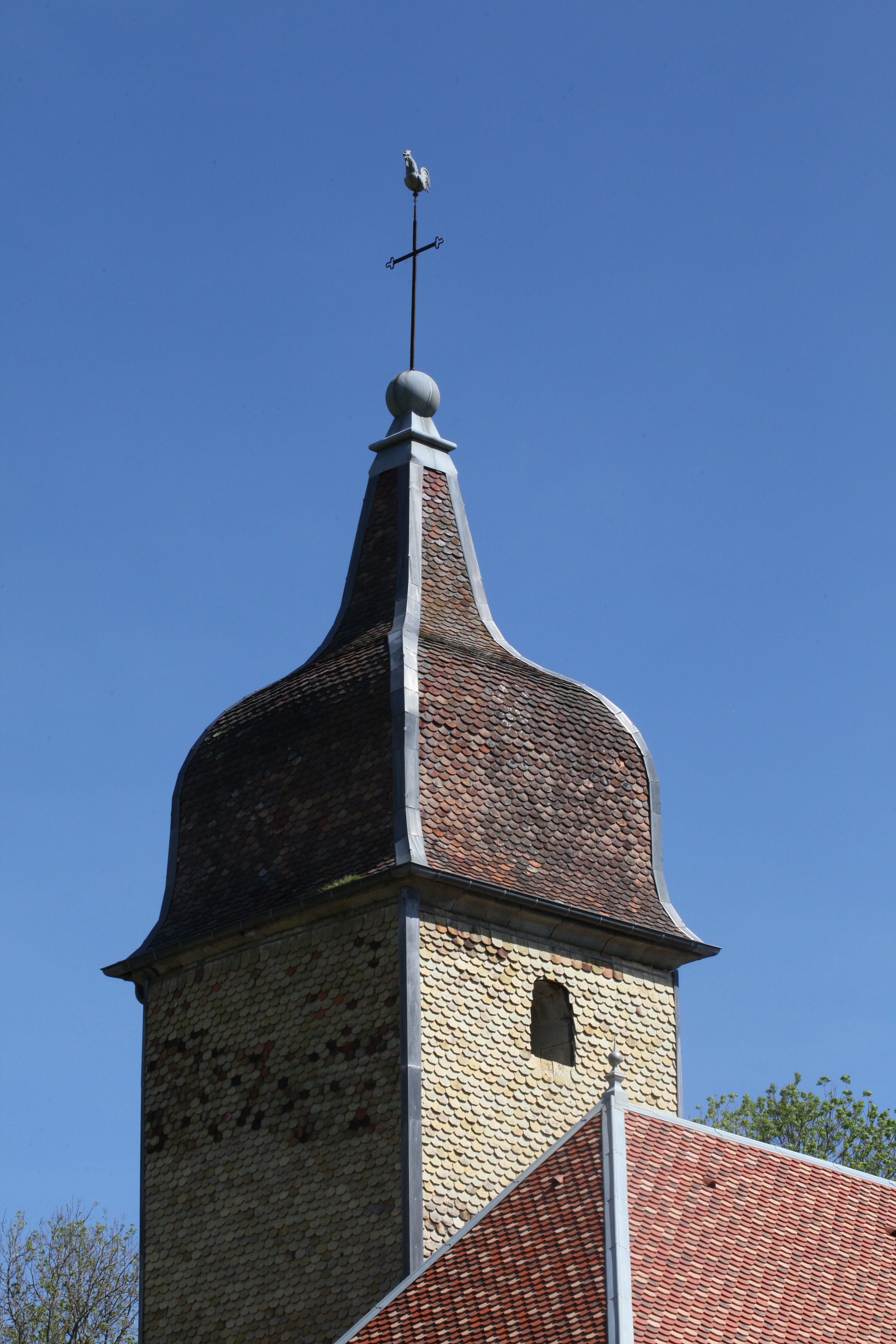
Clocher.
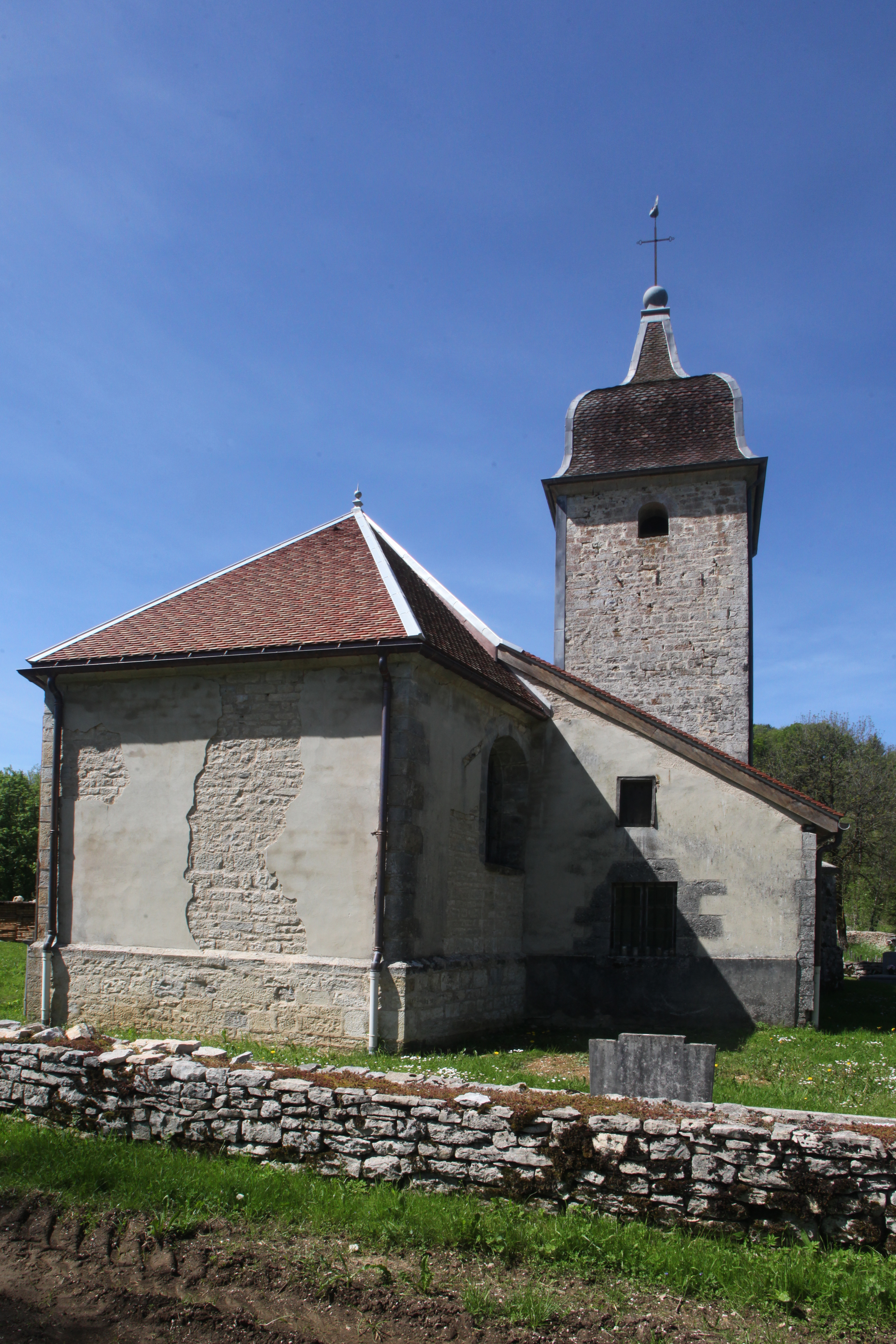
Vue arrière.